# Uunarteq
Uunarteq (o Kap Tobin) è un villaggio della Groenlandia disabitato dal 2005. Si trova a 70°24'N 21°58'O, sulla punta estrema sud-orientale della Terra di Peary, e si affaccia a ovest sullo Scoresby Sund e a est sul Mare di Groenlandia; appartiene al comune di Sermersooq.